# Coles Alexander Osborne
Coles Alexander Osborne, britanski general, * 1896, † 1964.